# Rio Sheenjek
O rio Sheenjek é um afluente de aproximadamente 322 quilômetros do rio Porcupine, localizado no estado do Alasca, Estados Unidos. O rio nasce na parte oriental da Cordilheira Brooks e flui para o sul até encontrar o rio Porcupine a nordeste de Fort Yukon.

## Etimologia
O nome "Sheenjek" deriva da palavra em Língua gwich’in khiinjik, que significa "rio do salmão-cão" (Oncorhynchus keta). O explorador J.H. Turner referia-se ao rio como "Salmon River".

## Localização remota
A região das cabeceiras do rio Sheenjek abriga o ponto geográfico mais remoto dos Estados Unidos continentais, longe de trilhas, estradas ou assentamentos humanos.

## Navegação
O rio Sheenjek é navegável para diversos tipos de embarcações entre junho e o final de setembro. O trecho superior é classificado predominantemente como Classe II (médio) na Escala Internacional de Dificuldade de Rios, enquanto a parte inferior é classificada como Classe I (fácil). Após chuvas fortes, no entanto, o nível do rio pode subir rapidamente e tornar a navegação mais difícil.
Entre os perigos no trecho superior estão canais rasos e extremamente ramificados, além da formação de aufeis. Em todo o curso do rio, a vegetação pendente e troncos submersos representam riscos. Ursos também são comuns nas margens inferiores no final do verão e início do outono.